# Terra Nova
|  | Per a altres significats, vegeu «expedició Terra Nova». |

Terra Nova és una sèrie de televisió de ciència-ficció dramàtica americana. Es va emetre una temporada del 26 de setembre al 19 de desembre de 2011. La sèrie documenta les experiències de la família Shannon, ja que s'estableixen com a membres d'una colònia, establerta 85 milions d'anys en el passat de la Terra, fugint de la superpoblació i contaminació distòpica present en la meitat del segle xx. La sèrie està basada en una idea de l'escriptora britànica Kelly Marcel i va ser produïda per l'executiu Steven Spielberg. El 5 de març de 2012, Fox va anunciar que posaria fi a la sèrie.

## Sinopsi
El 2149 els humans estan en perill d'extinció a causa de la superpoblació i a la contaminació de l'aire. Quan els científics descobreixen una esquerda al continu espaitemps, decideixen enviar una càpsula per determinar quan i on apareixerà el que travessi l'esquerda, però per alguna raó la càpsula no arriba al present. Al no obtenir resposta de la càpsula, van arribar a la conclusió que l'esquerda desembocava en una línia de temps paral·lela (un passat alternatiu), per la qual cosa enviar objectes, i fins i tot gent, a través d'aquesta, no canviaria el futur. D'aquesta forma, i després d'altres experiments que van permetre comunicar-se amb el passat, van decidir enviar a grups d'humans fins al període cretàcic, vuitanta-cinc milions d'anys enrere, per preservar l'espècie, ja que el món agonitza. Enmig de la selva cretàcica, els immigrants funden la ciutat de Terra Nova. Però aviat, la seva missió de salvar a la humanitat es tornarà molt complicada. No només han de conviure amb dinosaures, sinó amb un grup d'humans que es van rebel·lar en contra de la resta de la comunitat d'immigrants, i que viuen pel seu compte en el bosc, realitzant escaramusses ocasionals a la ciutat per robar subministraments. La sèrie explica la història d'una família que viatja al passat per començar una nova vida a Terra Nova.

## Episodis
| Temporada | Temporada | Capítols | EUA   | EUA   | Amèrica Llatina | Amèrica Llatina |
| Temporada | Temporada | Capítols | Inici | Final | Inici           | Final           |
| --------- | --------- | -------- | ----- | ----- | --------------- | --------------- |
|           | 1         | 13       | 26    | 19    | 3               | 16              |

## Producció
La sèrie es basa en una idea original de l'escriptora britànica Kelly Marcel. Alex Greus va signar per dirigir l'episodi pilot. Brannon Braga va ser el productor executiu.
Austràlia va ser triada després que el productor Steven Spielberg vetés Hawaii perquè volia una localització diferent de la seva pel·lícula de 1993 Parc Juràssic. L'episodi pilot de dues hores es va rodar durant més de 26 dies entre novembre i desembre de 2010, en el sud-est de Queensland (Austràlia), amb localitzacions en Brisbane, la Gold Coast i la seva zona d'influència. El rodatge va estar ple de pluges torrencials; i el material addicional es va rodar en 2011, amb un cost total estimat d'entre 10 i 20 milions de dòlars nord-americans, que s'amortitzaran al llarg de la temporada. Es van construir més de 250 sets de filmació. Cada episodi va trigar entre vuit i nou dies a gravar-se ―igual que la majoria de les sèries de televisió― però va ocupar sis setmanes de postproducció (és a dir, el doble que la mitjana de les altres sèries). El pressupost de cada episodi és d'una mitjana d'uns 4 milions de dòlars. El president de Fox Entertainment, Kevin Reilly, va dir: «Això serà enorme. Requereix un compromís enorme de producció».
En una decisió inusual, Fox va ometre ordenar només el pilot, i en canvi va encarregar immediatament tretze episodis. Això es va deure en part a raons financeres, perquè els grans escenaris d'Austràlia són costosos per desmantellar i reconstruir. Malgrat aquesta decisió, els productors van negar que la producció de la sèrie s'hagi anat per sobre del pressupost, amb Peter Rice explicant que la sèrie és «un programa de televisió molt car... molt ambiciós». Kevin Reilly va continuar: «No estem en un territori completament desconegut aquí. El cost d'engegada de la sèrie és, sens dubte en extrem superior. Però no és una sèrie que deixi en fallida». Amb només el 10% dels dinosaures de l'era del Cretàcic registrats en el registre fòssil, els productors van decidir complementar la sèrie amb els quals poguessin haver existit, el paleontòleg Jack Horner va ser contractat per ajudar a crear criatures reals per al període i diferents dels de la franquícia cinematogràfica Jurassic Park.
El juny de 2010, el primer membre del repartiment va ser anunciat: Jason O'Mara com Jim Shannon. A finals d'agost, Allison Miller es va unir a l'elenc. Al setembre, Deadline Hollywood va informar que Stephen Lang va signar per interpretar el paper del comandant Taylor. Un dels productors executius, David Fury, va deixar la sèrie a conseqüència de diferències creatives. Al setembre Shelley Conn va aconseguir el paper principal femení.
A l'octubre, Mesuro Hamada va ser triat com el cap de seguretat, mentre que Landon Liboiron, Naomi Scott, i Alana Mansour van ser escollits com els tres fills.
Al novembre, Christine Adams va ser triada com a Mira.
Al maig de 2011, Rod Hallett va ser presentat com un dels personatges principals.
El repartiment i l'equip va tornar a Queensland (Austràlia) el 20 de maig de 2011 per continuar la producció de la primera temporada. El rodatge va començar el 25 de maig de 2011.
Amb un llarg procés de producció de la sèrie, es va anunciar que la primera temporada constaria de tretze episodis per acabar la seva emissió al desembre de 2011.

## Emissió
Terra Nova tenia programat la seva preestrena pel maig de 2011 amb una emissió avançada d'un episodi pilot de dues hores, però a causa de la quantitat de temps que es gasta en els efectes visuals, aquesta emissió va ser traslladada a la tardor de 2011, suposant això l'inici ininterromput de la primera temporada. Al maig de 2011, Fox va anunciar que la sèrie sortiria a l'aire en les nits dels dilluns, i va donar a conèixer un tràiler complet. Terra Nova es va estrenar en l'edició 2011 del San Diego Comic-Con International el 23 de juliol de 2011.
A Polònia, FOX TV Polònia ha adquirit la sèrie, que sortiria a l'aire una setmana després de la seva estrena en els EUA. En el Regne Unit i Irlanda, el canal digital Sky 1 ha adquirit la sèrie, que sortiria a l'aire en la tardor de 2011. A Austràlia, Network Ten ha estrenat la sèrie, on surt a l'aire als pocs dies del seu llançament en els EUA. En Israel, Yes ha estrenat la sèrie, on surt a l'aire un dia després del seu llançament en els EUA. A Alemanya ProSieben estrenarà la sèrie, i sortirà a l'aire en la primavera de 2012. A Amèrica Llatina  es va estrenar el 3 d'octubre de 2011, amb l'horari fix dels dilluns a les 22 hores per FOX Llatinoamèrica. L'emissió de la sèrie a Amèrica Llatina es retarda tan sols una setmana de l'emissió original. A Espanya, el grup Mediaset va comprar a mitjan octubre de 2011 un pack de ficció a la cadena Fox, després d'arribar a un acord per a l'emissió de les seves sèries recentment estrenades. Els drets inclouen el serial 'Terra Nova' per emetre-la al principi en Cuatro. A Xile, la sèrie va ser adquirida per Canal 13.

## Personatges

### Personatges principals
- Jason O'Mara com a Jim Shannon, un pare dedicat, amb un passat complicat.[28]
- Shelley Conn com a Elisabeth Shannon, traumatòloga, esposa de Jim.[28]
- Stephen Lang com el comandant Nathaniel Taylor, pioner i capdavanter de la solució.[28] En el desenvolupament inicial, va ser nomenat Frank Taylor.[37]
- Landon Liboiron com a Josh Shannon, el fill de 17 anys de Jim i Elisabeth. Ell es resisteix a abandonar la seva antiga vida.[28]
- Naomi Scott com a Maddy Shannon, la filla de 15 anys de Jim i Elisabeth. Una noia rara que espera reinventar-se en Terra Nova.[28]
- Alana Mansour com a Zoe Shannon, la filla de 6 anys de Jim i Elisabeth.[28]
- Allison Miller com a Skye, una resident veterana de Terra Nova, que guia a Josh.[17]
- Dean Geyer com a Mark Reynolds, pretendent de Maddy Shanon.
- Mesuro Hamada com Guzmán, el cap d'un equip de seguretat que també s'exerceix com a assessor de confiança del comandant Nathaniel Taylor.[21]
- Christine Adams com a Mira, la líder d'un grup que s'oposa a Taylor, els "Sixers".[28]
- Rod Hallett com el Dr. Malcolm Wallace, el rival de Jim.[24]

### Personatges secundaris
- Simone Kessell com a Alicia Washington, la segona en el comandament de Nathaniel Taylor.[38]
- Ashley Zukerman com a Lucas, el fill del comandant Nathaniel Taylor.[39]
- Damien Garvey com a Tom Boylan, l'amo d'un bar que té contacte amb els "Sisens".
- Emelia Burns com a Reilly, un dels soldats de Taylor.[39]
- Eka Darville com a Max.
- Aisha Dee com a Tasha.
- Damian Walshe-Howling com a Carter.
- Sam Parsonson com a Hunter.

## Animals prehistòrics destacats
- Espinosaure, vist en vídeos promocionals del setè episodi de la primera temporada.[40]
- Ancilosaure.
- Carnotaure.
- Howler ('maulador'), sobrenom donat a una espècie de dinosaure selvícola que emet sorolls estranys.
- Nicoraptor, un dromeosaure de ficció. Sovint comparat amb un gos sarnós salvatge. Vists en l'episodi "The Runaway", el cinquè de la primera temporada.[41]
- Pteranodon longuiceps.
- Slasher o Acceraptor, una altra espècie fictícia de dromeosaure amb una cresta en el cap (com el Oviraptor). Té plomes de colors i una cua que pot moure molt ràpid. També compta amb una fulla filosa en la cua que pot tallar materials tan durs com el metall. Els mascles tenen un color blanc i negre mentre que les femelles tenen un color marró. Aquest depredador pot córrer a 70 km/h. Acceraptor significa 'lladre tallant' en llatí. Anomenat 'fulles' en la versió espanyola.
- Braquiosaure. Vist en el primer episodi, dinosaure de coll llarg.
- Pterosaure no identificat, vist en l'episodi tercer de la primera temporada, titulat "Instinct".[42]
- Hadrosaure no identificat.
- Astrodon
- Cedarosaurus
- Tyrannosaurids no identificats
- Acrocanthosaurus

## Recepció de la crítica
El juny de 2011 Terra Nova va ser un dels vuit guardonats en la categoria Most Exciting New Series en els Critics' Choice Television Awards, votats pels periodistes que havien vist els pilots.

## Cancel·lació
La sèrie va estar tot esperant una renovació durant diversos mesos. No obstant això, la cadena FOX va decidir al març de 2012 anul·lar la sèrie a causa de les seves baixes audiències i el seu alt cost, anunciant la possibilitat de compra dels drets d'autor i que algun canal pugui continuar la sèrie. Si la sèrie no és comprada per cap canal, la trama quedarà incompleta i amb un final molt obert, ja que estava previst continuar-ho en una segona temporada.